# Gustav Kokoschinegg
Gustav Kokoschinegg (* 21. Juli 1837 in Weitenstein (Vitanje), Untersteiermark; † 16. Januar 1928 in Graz) war Advokat und Abgeordneter zum Österreichischen Abgeordnetenhaus.

## Leben
Gustav Kokoschinegg war Sohn des Herrschaftsverwalters, Bezirkskommissärs, Bezirksrichters und Landesgerichtsrats Franz Kokoschinegg († 1880). Er besuchte von 1843 bis 1846 eine Volksschule und von 1846 bis 1855 ein Gymnasium in Marburg (damals noch zu Österreich gehörig). Von 1855 bis 1857 studierte er Rechtswissenschaft an der Universität Wien und von 1857 bis 1859 an der Universität Graz. Im Jahr 1860 promovierte er zum Dr. iur. in Graz. Im Jahr 1859 war er Auskultant am Landesgericht Graz und 1860 am Bezirksgericht Marburg. 1862 wurde er Advokaturskonzipient und ab 1869 war er Advokat in Graz. Im Jahr 1903 ging er in den Ruhestand.
Er war von 1898 bis 1904 Mitglied des Staatsgerichtshofs.
Von 1881 bis 1889 war er Obmann des Grazer Männergesangsvereins und von 1881 bis 1888 Obmann des Steirischen Sängerbunds. 1889 war er Mitglied des Gründungsausschusses des deutschen Schutzvereins „Südmark“ in Graz.
Gustav Kokoschinegg war von 1890 bis 1908 Mitglied im steiermärkischen Landtag (VII., VIII. und IX. Wahlperiode). Von 1897 bis 1903 war er im Landesausschuss und zwischen 1870 und 1897 Gemeinderat von Graz.
Er war römisch-katholisch und ab 1868 verheiratet mit Josefa Girstmayr († 1920), mit der er 2 Söhne hatte. Sein Schwager war der Politiker Josef Schmiderer (1845–1927).

## Politische Funktionen
Gustav Kokoschinegg war von 1889 bis 1897 (aufgrund einer Nachwahl nach dem Rücktritt von Karl Ausserer) Abgeordneter des Abgeordnetenhauses im Reichsrat (VII. und VIII. Legislaturperiode) und dort für das Kronland Steiermark für die Wählerklasse Städte 7 (Marburg, Windisch-Feistritz, Windischgratz, Hohenmauthen, Mahrenberg, Saldenhofen, Pettau, St. Leonhard, Friedau, Luttenberg, Polstrau) zuständig.

## Klubmitgliedschaften
Gustav Kokoschinegg gehörte ab 1889 der Deutschnationalen Vereinigung und ab 1891 dem Klub der Deutschen Nationalpartei an. In dieser Partei war er ab dem 29. April 1892 Mitglied des Vorstands und ab Dezember 1892 Obmann-Stellvertreter.